# Adela Milčinović
Adela Milčinović, née Kamenić le 14 décembre 1879 à Sisak et morte le 18 juin 1968 à New York, est une femme de lettres, journaliste et féministe croate. Son implication dans la lutte pour l'émancipation féminine se ressent tout au long de ses textes.

## Biographie
Née à Sisak, le plus grand port croate, Adela Milčinović est la fille illégitime de Ludmila Kameniċ. Après son diplôme d'enseignement secondaire du lycée pour filles de la ville, elle prend des cours pour devenir professeure au couvent des Sœurs de la Charité en 1896, le seul moyen pour une femme de l'époque d'obtenir une éducation supérieure.
En 1900, Adela Milčinović publie une lettre dans le magazine Domaće Ognujište, qui vient juste d'être créé par le Club des femmes professeures croates. Dans sa lettre, elle dénonce l'absence de femmes dans la vie publique. Dans cette optique, elle écrit une étude pédagogique intitulée Naše ženske škole i kako nam koriste (Nos écoles pour filles et comment elles nous sont bénéfiques) où elle critique le cléricalisme et demande la sécularisation des écoles pour filles.
Elle publie en 1903 Pod branom, un recueil de nouvelles et de récits autobiographiques écrits avec son époux, Andrija alors qu'ils vivaient à Hambourg et Munich où elle prend des cours d'histoire de l'art et écrit pour le journal de Zagreb Narodne novine. À la même époque, elle est professeure à l'École normale supérieure de Leipzig.
De retour à Zagreb en 1905, elle publie un autre recueil qui cette fois traite de la condition féminine, Ivka. Elle y décrit une génération de femmes déterminée à transcender le périmètre étroit de la cuisine, des enfants et de l'Église (appelée aussi Kinder, Küche, Kirche). Ses écrits explorent la féminité, les « professions féminines », les rôles sociaux genrés ou encore la relation à son propre corps. Dans Sjena en 1919, elle examine le rôle du langage et du discours dans la socialisation des deux sexes. Elle est aussi l'autrice d'une monographie sur la poétesse croate Dragojla Jarnević (en).
Sa pièce de théâtre, Bez sreće écrite en 1912 et qui raconte un triangle amoureux est jouée à Varaždin, Belgrade, Skopje, Prague et Chicago jusque dans les années 1930. La pièce est marquée par une excellente utilisation des effets linguistiques et certains critiques la comparent à La Puissance des ténèbres de Léon Tolstoï.
En 1915, après son divorce, elle devient politiquement active. Après avoir rencontré Ivan Meštrović et Ante Trumbić en 1915 à Rome dans le cadre de l'unification des Slaves méridionaux, elle passe la Première Guerre mondiale à Belgrade où elle travaille pour le journal Beogradske novine. De retour à Zagreb à la fin de la guerre, Adela Milčinović devient secrétaire assistante du Conseil national de l'État des Slovènes, Croates et Serbes jusqu'en 1920.
Déléguée croate à la Narodni ženski savez Srpkinja, Hrvatica i Slovenskinja (Alliance nationale des femmes serbes, croates et slovènes), elle se penche sur la question du droit de vote des femmes et de la protection des mineurs et participe à plusieurs conférences mondiales féministes dont le 9e congrès de l'Alliance internationale des femmes à Rome en 1923 ainsi que le 8e congrès de Conseil international des femmes à Washington en 1925.
Dans les années 1930, elle déménage à New York aux États-Unis et travaille avec les émigrants au consulat de Serbie jusqu'en 1937, année où elle rejoint l'Office of war Information du département d'État en tant que journaliste pour Voice of America en 1943. En parallèle, elle travaille aussi pour Columbia Broadcasting System qu'elle quitte en 1953.
Elle meurt à New York en 1968 à l'âge de 90 ans.